# نصب الألفية
نصب الألفية هو نصب تذكاري وطني في بوتراجايا، ماليزيا وهو مشابه لنصب واشنطن التذكاري في واشنطن العاصمة، الولايات المتحدة. كان هذا هو النصب التذكاري الوطني الثاني الذي يتم بناؤه في بوتراجايا بعد معلم بوتراجايا.
هو على شكل مسلة ذات نقوش تشير إلى فترات ومعالم مهمة في تاريخ الأمة. يبلغ ارتفاع النصب التذكاري 68 مترًا. يقع في حديقة مساحتها 25 هكتارًا. تم بناء النصب التذكاري من الهياكل المعدنية الصلبة. في الليل، يعمل النصب كمنارة ذات ضوء قوي يتم إسقاطه بزاوية 360 درجة وأضواء شاملة يمكن رؤيتها من مواقع مختلفة في بوتراجايا، الأضواء أيضًا ترشد قوارب الرحلات البحرية.